# Manuel Castro Bayona
Manuel Castro Bayona (Pesca 1880 - 1982) fue un militar colombiano. General del Ejército Nacional de Colombia.

## Biografía
Nacido en Pesca (Boyacá), presto su servicio militar en la Guerra de los Mil Días alcanzó el grado de General, en 1913 ingreso a la Escuela Militar de Cadetes, fue Comandante del Batallón de Ingenieros Caldas, Comandante de la Primera, Segunda y Tercera Divisiones, en diferentes épocas, Secretario de Guerra, del ministro Francisco Urueta y primer Comandante de la Primera Brigada en Tunja.
Tras su retiro se dedicó a la agricultura y ganadería entre Sogamoso e Iza. Fue padre de 7 hijos.

## Homenajes
Tras su muerte fue ordenada la Ley 2 de 1983 en su memoria.Se conformó el Batallón de Ingenieros No. 27 Manuel Castro Bayona de la Sexta División del Ejército Nacional.